# Panasonic Lumix DMC-TZ7
Die Panasonic Lumix DMC-TZ7 (in den USA DMC-ZS3) ist eine im März 2009 erschienene Digitalkamera der Firma Panasonic Corporation mit einem Superzoomobjektiv von Leica. Sie galt zur Zeit ihres Erscheinens als weltweit kleinste Hybrid-Kamera, da sie trotz eines Zoomfaktors von 12 für die damalige Zeit relativ klein gebaut war und eine bis zu dieser Zeit einzigartige Kombination aus Bild- und Videofunktionen bot. Weitere besondere Kennzeichen dieser Kamera waren der 25-mm-Weitwinkel und die HD-Videoaufnahmen (1280×720 Pixel) im kompakten AVCHD-Lite-Format.

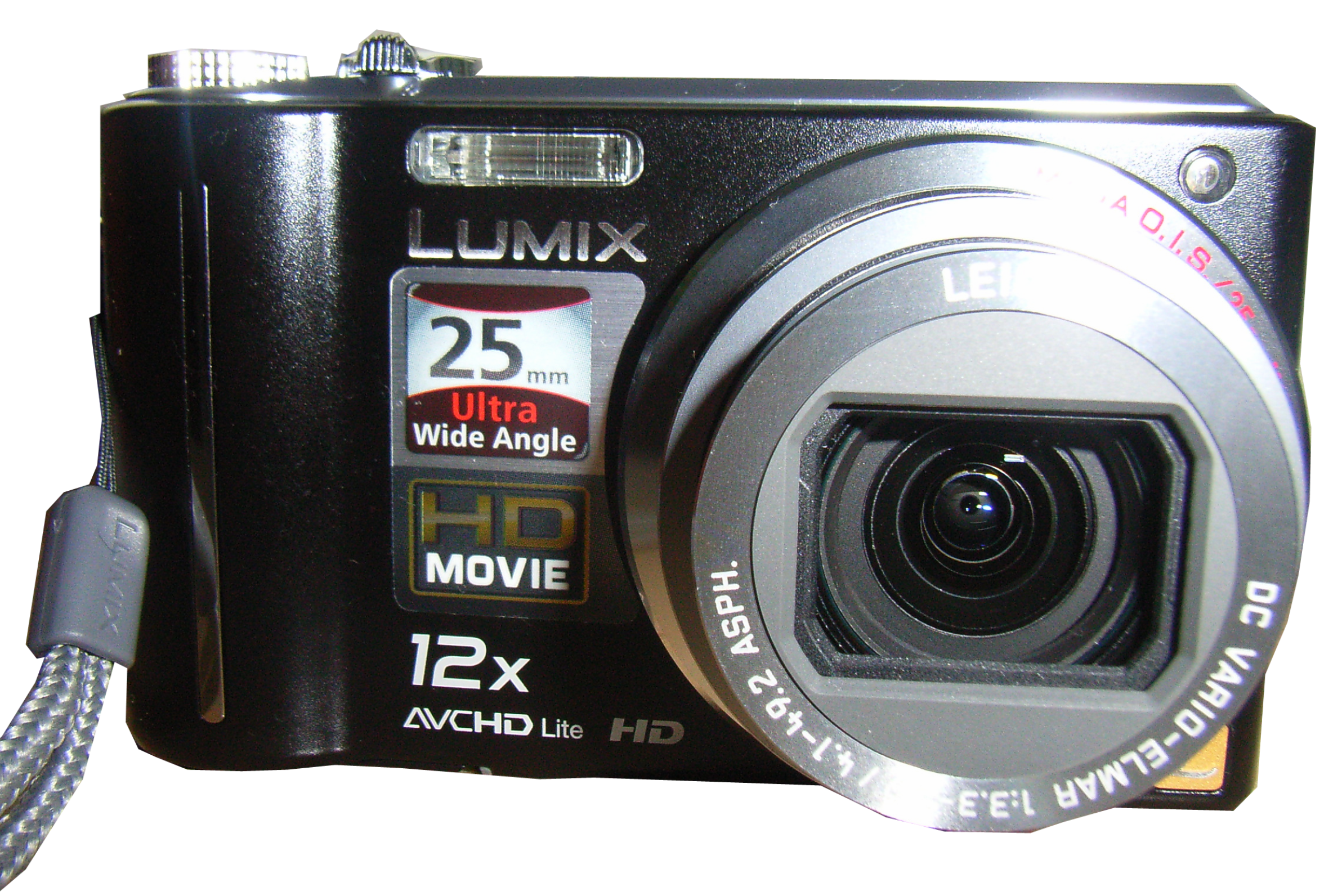
Panasonic Lumix DMC-TZ7

## Ausstattung
Die TZ7 hat ein von Leica entwickeltes und gebautes 12-fach-Zoomobjektiv „Leica DC Vario-Elmar“ mit einer Brennweite von f=4,1–49,2 mm. Zusätzlich ist noch ein Vierfach-Digitalzoom einstellbar.
Die minimale Verschlusszeit beträgt zwischen 60 und 1/2000 Sekunden. Dank des 25-mm-Weitwinkelobjektivs lassen sich mehr Inhalte auf ein Foto bringen.
Es stehen drei Bildformate zur Verfügung, das „alte“ 4:3-Format, das 3:2-Format und das moderne 16:9-Format.
Über ein Drehrädchen auf der Oberseite der Kamera können die Aufnahmemodi gewechselt werden. Neben dem Normalmodus stehen der Intelligente Automatik-Modus, der die Aufnahmesituationen individuell berechnet, sowie insgesamt 27 Szenen-Modi, beispielsweise ein Portrait-, ein Landschaft-, ein Nachtlandschaft- oder ein Feuerwerksmodus, zur Verfügung. Außerdem lassen sich häufig verwendete oder beliebte Szenen in einem speziellen Modus abspeichern und dadurch schnell aufrufen. Über einen speziellen Textmodus lassen sich einzelne Texte, Pläne oder Karten mit verminderter Auflösung fotografieren.
Die intelligente Gesichtserkennung wurde insofern verbessert, als die Kamera nicht nur Gesichter erkennt, sondern sie auch bestimmten Personen zuordnen kann. Nimmt man beispielsweise ein Gesicht auf, kann man Namen und Geburtsdatum abspeichern und beim nächsten Fotografieren erkennt das System sofort das Gesicht und kann es benennen.
Die aufgenommenen Bilder und Videos lassen sich direkt über den drei Zoll (7,6 cm) großen Bildschirm betrachten und sogar bearbeiten. So kann man Bilder schneiden und ihnen Texte hinzufügen. Über das mitgelieferte USB-Highspeed-Kabel und über die Speicherkarten können die Dateien auch auf dem PC und mit dem Audio/Videokabel oder dem HDMI-mini-Kabel über den Fernseher angeschaut werden.
Videosequenzen lassen sich mit bis zu 1280×720 Pixel aufnehmen. Damit werden die Anforderungen des geringsten High Definition Standards erfüllt. Die Videos können sowohl im MPEG-Format (Motion JPEG), als auch im neu entwickelten AVCHD-Lite-Format aufgezeichnet werden. Das letztere Format eignet sich besonders für HD-Aufnahmen, da es die Daten sehr gut und schnell komprimiert. Während des Filmens ist das Zoomen vollständig möglich. Bis ISO 400 ist eine Rauschunterdrückung wirksam.
Weitere Funktionen sind ein optischer Bildstabilisator und Tonaufnahmen (Stereoton).

## Technische Daten
Technische Daten des Herstellers
| Daten                           | Detail |
| ------------------------------- | --- |
| Objektiv                        | Leica DC Vario-Elmar |
| Lichtstärke                     | F3,3 / 4,9 [W/T] |
| Bildstabilisator                | OIS: optischer Bildstabilisator (Auto/2 Modi)                                                                            |
| Zoom optisch/digital            | 12× optischer Zoom / 4× Digitalzoom                                                                                      |
| Brennweite                      | f=4,1-49,2 mm (entsprechend Kleinbild 35 mm: 25-300 mm)                                                                  |
| Fokus                           | Normal / Makro / kontinuierlicher AF / AF Verfolgung / Quick AF                                                          |
| Fokusbereich                    | normal: 50 cm (W)/200 (T) bis unendlich, intell. Auto, Makro/Clipboard: 3 cm (W) max. 200 cm/100 cm (T) bis unendlich    |
| Autofokus-Mehrfeldmessung       | Gesichtserkennung/AF-Verfolgung/1-Feld/1-Feld-Highspeed/11-Feld/Spot                                                     |
| Lichtempfindlichkeit (ISO)      | Auto / ISO 80 / 100 / 200 / 400 / 800 / 1600 [Hochempfindlichkeitsmodus Auto 1600–6400]                                  |
| CCD-Sensor / Pixel total        | 1⁄2,33 Zoll, 12,7 Mio. Pixel, Primärfarbenfilter                                                                         |
| Pixel effektiv                  | 10,1 Megapixel |
| Blende                          | F3,3-6,3 [W] / F4,9-6,3 [T]                                                                                              |
| Belichtungsmessung              | Intelligente Mehrfeld-/Mittenbet., Integral-/Spotmessung                                                                 |
| Belichtungszeit                 | 8-1/2.000 Sek.; 15 / 30 / 60 Sek. [Sternenhimmel-Modus]                                                                  |
| Bild-Einstellung                | Kontrast, Schärfe, Sättigung, Rauschunterdrückung                                                                        |
| Belichtungsprogramme (AE)       | Programm AE; 27 Motivprogramme                                                                                           |
| Belichtungskorrektur            | ± 1/3 LW bis 1 LW Schritte, 3 Bilder                                                                                     |
| Belichtungsreihe                | ± 1/3-EV bis 1-EV-Schritte, 3 Bilder                                                                                     |
| Weißabgleich                    | Auto / Tageslicht / Wolken / Schatten / Halogen / manuell mit Feinkorrektur [10 Stufen]                                  |
| Selbstauslöser                  | 10 Sek. / 2 Sek. |
| Bildformat                      | 4:3 / 3:2 / 16:9 |
| Bildgröße Foto 4:3 (Pixel)      | max. 3.648 × 2.736, 6 Abstufungen                                                                                        |
| Bildgröße Foto 3:2 (Pixel)      | max. 3.776 × 2.520, 5 Abstufungen                                                                                        |
| Bildgröße Foto 16:9 (Pixel)     | max. 3.968 × 2.232, 5 Abstufungen                                                                                        |
| Komprimierung                   | Fine/Standard |
| Automatische Fotokontrolle      | 1 Sek. / 2 Sek. / vergrößern / fest                                                                                      |
| Auflösung Video 4:3 (Pixel)     | Quick Time Motion JPEG, max. 640×480 (30 B/s)                                                                            |
| Auflösung Video 16:9 (Pixel)    | Quick Time Motion JPEG, 848×480 [30 B/s]                                                                                 |
| Auflösung HD-Video 16:9 (Pixel) | 1280×720, PAL: 50P* CCD-Ausgabe: 25P (AVCHD Lite,SH:17Mbps / H:13Mbps / L:9Mbps) / 30B/s (Motion JPEG)                   |
| Farbeffekte                     | Kalt / Warm / S&W / Sepia / Standard / Natürlich / Lebendig                                                              |
| Serienbilder                    | max. 2,3 B/s, max. 5 Bilder [Standard], max. 3 Bilder [Fine]                                                             |
| Unlimited-Serienbilder          | 1,8 B/s bis zur max. Speicherkartengröße                                                                                 |
| eingebauter Blitz               | Automatisch, 5 Einstellungen [u. a. Rote Augen Vorblitz], Blitzreichweite [ISO Auto]: 0,6-5,3 m [W] / 1,0-3,6 m [T]      |
| LC-Display (Größe/Pixel)        | 7,6 cm TFT [3 Zoll; 460.000 Pixel]; Bildfeld ca. 100 %                                                                   |
| Stromversorgung                 | Lithium-Ionen-Akku (3,6 V, 895 mAh)                                                                                      |
| Max. Batteriekapazität (LCD)    | 300 Fotos (CIPA Standard)                                                                                                |
| Speichermedium                  | interner Speicher [ca. 40mb]SD Memory Card, SDHC Memory Card, MultiMedia Card [Foto]                                     |
| Gewicht                         | 206 g (229 g mit SD Memory Card/Akku)                                                                                    |
| Abmessungen (B × H × T)         | 10,33 cm × 5,96 cm × 3,28 cm                                                                                             |
| Farbe                           | silber, schwarz, braun, rot                                                                                              |
| Anschlüsse                      | USB 2.0 (KEINE Standard-USB-Buchse – nur mit Hersteller-Kabel verwendbar), HD-Audio/Videoausgang [mini-HDMI], DC-Eingang |
| Sprachen                        | 15 Sprachen, u. a. dänisch, deutsch, englisch, finnisch, französisch, italienisch, japanisch                             |

## Zubehör
Der Hersteller liefert folgendes Zubehör mit (im Endpreis mit inbegriffen):
- Li-Ionen-Akku
- Ladegerät
- USB-Kabel
- Trageriemen
- Audio/Video-Kabel
- Batterie-Schutztasche
- CD-ROM

Speicherkarten, Fototaschen und HDMI-Kabel können auch später noch zusätzlich erworben werden. Ab der Firmware-Version 1.2 können nur noch Original-Akkus des Herstellers verwendet werden, was bei vielen Käufern aufgrund der hohen Kosten auf Kritik stieß.

## Sonstiges
Die Lumix DMC-TZ7 ist das Schwestermodell der zur selben Zeit erschienenen Lumix DMC-TZ6 und das Nachfolgemodell der ein Jahr zuvor auf den Markt gekommenen Lumix DMC-TZ5 (beziehungsweise Lumix DMC-TZ4). Im Gegensatz zu diesen Kameras bietet die TZ7 eine gesteigerte Auflösung, mehr Zoom, sowie mehr Funktionen, bzw. eine Überarbeitung bestehender Funktionen. Die (UVP des Herstellers) lag mit 429 Euro 30 Euro über der der TZ5.
In verschiedenen Tests hat die Lumix DMC-TZ7 gute Bewertungen erhalten.
Nachfolgemodell ist die Lumix DMC-TZ10.